# 珊翠絲 (香港馬評人)
珊翠絲（又名施佩蓮，Pailin Reayon Sanchez），香港著名女性評馬人，她有四份之一西班牙血統，是1個中西混血兒。她主要在有線電視及蘋果日報等主持賽馬節目及撰寫馬評專欄。其丈夫是前華籍騎師徐貴良，2人育有1名女兒1名兒子。她亦與友人合資於油麻地開設京川滬菜館。
2007年1月5日，珊翠絲位於沙田大埔道香港賽馬會副練馬師宿舍的家被賊人潛入屋意圖爆竊，在她與丈夫徐貴良返回家中時被撞破，其家中並無損失。
2011年，珊翠絲獲香港有線新聞執行董事趙應春晉升為清談節目《Money Cafe》主持，以取代胡孟青及孫柏文兩人的工作 。
2010年代開始，她亦積極投身馬主行列，以歡樂群英團體（與王志達合夥）、白雪公主團體（與曾炳威、曾向得父子合夥）名義擁有名下馬匹「心好事成」、「堅離地」。

## 資料來源
1. ↑  . 2011-08-17  [2018-12-08]. （原始内容存档于2018-12-09）.
2. ↑   (PDF).   [2015-09-06]. （原始内容 (PDF)存档于2018-06-12）.

- 馬會宿舍當值保安員疑監守自盜 徐貴良珊翠絲撞破家賊 蘋果日報，2007年1月6日
- 練馬師馬會宿舍 險遭保安員爆竊 （页面存档备份，存于） 明報，2007年1月6日
- 飲食人誌：馬評人闖飲食業 巧創名駒飲品[永久] 蘋果日報
- http://hk.apple.nextmedia.com/template/apple/art_main.php?iss_id=20110817&sec_id=15307&art_id=15531063 （页面存档备份，存于）